# Guillermo II de Agen
Guillermo II de Agen fue el Patriarca de Jerusalén desde 1261, hasta su muerte el 21 de abril de 1270. Sustituyó a Jacobo Pantaleón de Court-Palais, recién nombrado papa.
Entre otras cosas, en 1263 fue encargado por la bula papal Exultavit cor nostrum de Urbano IV, para investigar la legitimidad de un supuesto embajador del Imperio mongol, Juan el Húngaro. Al llegar ante Urbano IV no presentó sus credenciales, sino una carta escrita por Hulagu el 10 de abril de 1262 en Maragheh, fecha del Año del Perro. Tenía orden de dársela al rey Luis IX de Francia. Según el historiador Jean Richard, su redacción «Tenía signos de la intervención de un escriba occidental, probablemente un notario Latín de Ilkhan, un tal Ricardo». La carta seguía los esquemas típicos de las comunicaciones en mongol, incluyendo la sumisión. También hace referencia a unos presentes recibidos por el embajador Andrés de Longjumeau, y explica que los mongoles creían que el líder del pueblo cristiano era el papa, hasta que «habían comprobado cual era el verdadero poder entre los franceses». La carta describe campañas anteriores de los mongoles contra los Asesinos, y sugiere una alianza entre mongoles y cristianos contra el enemigo común, los mamelucos de Egipto. La carta también expresa el deseo de Hulagu de que Jerusalén vuelva a manos cristianas. El rey Luis envió a Juan, junto con una carta del papa Urbano, que probablemente llegó a Maragha a finales de 1262.
| Predecesor: Jacobo Pantaleón de Court-Palais | Patriarca de Jerusalén 1261 – 1270 | Sucesor: Tomás Agni de Cosenza |

- Datos: Q8012787